# スクラムジェットエンジン

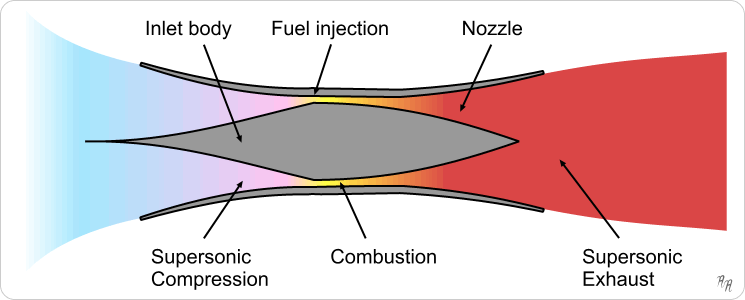
スクラムジェットエンジンの構造

スクラムジェットエンジンは、ラムジェットエンジンの一種であり、超音速輸送機やスペースプレーンのエンジンとして開発が行われているものである。名称はSupersonic combustion ramjetの略称に由来する。

## 概要
超音速燃焼（Supersonic combustion）を行うラムジェットエンジンである。動圧で圧縮が行われる点から、広義のラムジェットエンジンに含まれる。内燃機関（ジェットエンジン含む）は、吸入した空気を圧縮して加熱し燃料を燃焼させる事により、エンジンを駆動する出力を得る。ラムジェットエンジンの場合は、エンジンのインレット部において、高速航行に伴うラム圧により吸入空気の圧縮を行うため、動作域は超音速領域に限られ、マッハ3から5の間が最も効率が良いとされる。ラムジェットエンジンでは、吸入空気を亜音速まで減速させた後に燃焼させ出力を得ている。しかしマッハ5を超える速度で飛行する際、吸入した空気を亜音速まで減速させると現実的には全圧損失が大きくなりすぎるため、超音速状態を維持する必要が出てくる。そこで、インテークから吸入された超音速の空気を超音速のまま燃焼させるのがスクラムジェットエンジンである。吸入から燃焼、排気まで作動流体が音速以下に減速されることがないため、マッハ5から理論値の上限であるマッハ15までの広いマッハ数域で高いエンジン効率が維持されることが期待されている。圧縮機やタービンなどといった圧縮機を使用せず圧縮工程を実現する簡易な構造である。
ラムジェットエンジンと同様、静止状態では作動しないため、作動し始める速度まではロケットエンジンや他のジェットエンジンなど、別の動力により加速する必要がある。ただ、燃料に加えて酸化剤も搭載・消費するロケットに比べ、スクラムジェットは取り込んだ大気中の酸素を酸化剤として使用するため、ロケットを大きく上回る比推力を持ち、効率の面において優れている。
超音速気流内で燃焼を維持させなければならないため技術的難易度は高く、エンジン内で燃焼が完了しなかったり通常の燃焼とは違う意図しない化学反応が起こるなど技術的要求は高い。また、スクラムジェットエンジンの研究には高温衝撃風洞が一般に用いられるが、この設備で得られる試験時間は数十ミリ秒に過ぎない。真空槽を用いた極超音速風洞であれば数十秒オーダーの燃焼実験が可能だが、大規模な施設であり実験コストが非常に高いなど、実験における課題は多い。さらに実際には、高エンタルピー流を作り出すために必要なガス加熱により試験流の組成が空気から大きく変化し、燃焼反応や流体の挙動が実際のものと大きく異なってしまうため、実験による飛行状況の再現は大変困難である。
燃料には水素が用いられることが多い（ほとんどのジェットエンジンではケロシンを使う）。理由としては燃焼速度の速さに加え、ケロシンなどの炭化水素系燃料は温度が高くなると粘性が変化するため供給に難があるのに対し、液体水素であればそのようなことはないためである。さらには、燃焼前の低温液体水素を壁面内に循環させることで高温壁面の冷却も可能なメリットがある。ただし液体水素の保持には高コストな冷却システムを機体に搭載しなければならない。反応速度を速めるために点火機自体も特殊なプラズマトーチを用いることが研究されている。以上の運用上の難度により、既に一部軍用ミサイルに採用されたラムジェットと異なり、実用化されても当面軍用ミサイルで採用される可能性は低い。
このほか、燃焼および大気内を高速航行するために発生する高熱の問題がある。エンジン内は2,600K（2,326.85℃）にも達する可能性があり、新型の耐熱素材や効率的な冷却法の考案・開発が必要である。

## 飛行試験
再使用型宇宙往還機の大気圏内航行用エンジンとしての利用が考えられている。NASAのX-15の頃には、すでにスクラムジェットエンジン向けの素材研究実験が開始されていた。
実試験機としては、X-43A実験機がスクラムジェットエンジンを装備している。NB-52Bより投下された後、空中発射ロケットであるペガサスによってマッハ4.5まで加速され、ロケットとの分離後、X-43Aに搭載されたスクラムジェットエンジンを10秒間作動させる。2004年11月16日にはマッハ10に迫る、マッハ9.68というジェットエンジンによる飛行の速度記録を打ち立てた。
2013年9月19日に、オーストラリアのクイーンズランド大学が2段ロケットの上にスクラムジェットを装備したScramspace-1を載せて打ち上げたが、ロケットが実験開始に必要な高度340kmにまで到達することが出来ず、実験は失敗した。スクラムジェットに点火すればマッハ8まで加速する計画だった。
日本でも研究が行なわれている。

## Hy-V スクラムジェット飛行実験
Hy-V計画の目標は、観測ロケットに搭載してマッハ5で飛行実験する事である。計画では設計段階で2009年に打ち上げる予定だった。デュアルモードスクラムジェット（DMSJ）の最初の遷移飛行になる予定である。また、初めてスクラムジェット実験機は計画的に回収される予定である。デュアルモードのスクラムジェットは亜音速または超音速のどちらかまたは両方のモードで燃焼する。実験機はモードが遷移する事でマッハ5まで到達する。
学生は学部生と大学院生で構成されバージニア大学、バージニア工科大学、オールド・ドミニオン大学、ハンプトン大学、ウィリアム・アンド・メアリー大学のメンバーが含まれるバージニア宇宙グラントコンソーシアムのメンバーも参加する。計画は航空宇宙産業、NASA、アメリカ国防総省が率いる。

### ペイロードの設計
ペイロードの設計はスクラムジェットのダクトを持つ2台の実験機で実施できる。一つはバージニア大学の超音速風洞の大きさに合わせられ、他方はバージニア工科大学の超音速風洞の大きさに合わせられている。
飛行中のデータはデュアルモードスクラムジェットの燃焼の解析と、複数の遷移モードの数値予測に利用される。また、データを比較することで風洞の影響を弱める研究も進められている。

### バージニア大学の風洞
バージニア大学の超音速風洞は、1980年代末に航空宇宙研究所（ARL）内に建設された。以前はガス遠心力研究に用いられていた建物だったが、1989年にアメリカ国家宇宙委員会によってARLは純粋な研究機関として承認された。その後まもなく、マッハ25で飛行するX-30として知られるナショナル・エアロ・スペース・プレーン（NASP）計画を支援する為に風洞が建設された。
風洞は超音速燃焼能力だけでなく、ユニークな設計でも知られる。空気を燃焼によって加熱するのではなく、電気的に加熱する事によって風洞内での燃焼が不要になる。更にこの風洞は無期限の運用能力を有するため、長時間にわたるスクラムジェットの試験が可能である。
実験機は、風洞内のDMSJ燃焼器の状態を再現するように設計される。空気と水素の流量を以下に示す。
空気流量
- 全圧 = 330 kPa
- 温度 = 1200 K
- 静圧= 40 kPa
- マッハ数 = 2

水素流量
- 全圧 = 1 MPa
- 温度 = 300 K
- 静圧 = 200 kPa
- マッハ数 = 1.7

DMSJ燃焼器内の状態を再現する為に、スクラムジェット実験機の寸法は実物大のDMSJ燃焼器のコピーになる予定である。

## 軍事利用
3M22 ツィルコン（ロシア語: Циркон、英語: The 3M22 Zircon）はスクラムジェットエンジンを使用しているとされていた。しかし、2024年3月、ロシア・ウクライナ戦争においてツィルコンの5発中2発がウクライナ軍の迎撃により撃墜され、その残骸からこれまでスクラムジェットエンジンだと喧伝されていたものはラムジェットエンジンであることが確認された。